# Кубок Испании по футболу 1995/1996
Кубок Испании по футболу 1995/1996 — 92-й розыгрыш Кубка Испании по футболу выиграл Атлетико Мадрид. Этот кубок стал девятым в истории команды.
Соревнование прошло в период со 6 сентября 1995 по 10 апреля 1996 года.

## Результаты матчей

### 1/4 финала
| Команда 1 | Итог | Команда 2       | 1-й матч | 2-й матч |
| --------- | ---- | --------------- | -------- | -------- |
| Нумансия  | 3:5  | Барселона       | 2:2      | 1:3      |
| Эспаньол  | 1:1  | Реал Сарагоса   | 0:0      | 1:1      |
| Севилья   | 1:3  | Валенсия        | 1:1      | 0:2      |
| Тенерифе  | 0:3  | Атлетико Мадрид | 0:0      | 0:3      |

### 1/2 финала
| Команда 1 | Итог | Команда 2       | 1-й матч | 2-й матч |
| --------- | ---- | --------------- | -------- | -------- |
| Барселона | 4:2  | Эспаньол        | 1:0      | 3:2      |
| Валенсия  | 5:6  | Атлетико Мадрид | 3:5      | 2:1      |

### Финал
| 10 апреля, 1996 год | \| Атлетико Мадрид \| 1:0 (овертайм) \| Барселона \| \| Пантич 102′ \| Голы \| \| | Ла-Ромареда, Сарагоса Зрителей: 32 500 |
| Атлетико Мадрид     | 1:0 (овертайм)                                                                    | Барселона                              |
| Пантич 102′         | Голы                                                                              |                                        |